# East European Hockey League 1995/96
Die Saison 1995/96 der East European Hockey League war die erste Austragung dieser multinationalen Liga. 

## Modus
Die acht Mannschaften spielten eine Doppelrunde. Danach ermittelten die Mannschaften auf den Plätzen 1 bis 4 den Meister der Liga, die restlichen Teams spielten eine sogenannte Trostrunde, jeweils in einer Doppelrunde.

## Tabellen

### Vorrunde
| Pl. | Team               | Sp | S  | U | N  | Tore    | Pkt. |
| --- | ------------------ | -- | -- | - | -- | ------- | ---- |
| 1.  | HK Njoman Hrodna   | 28 | 26 | 1 | 1  | 154:057 | 53   |
| 2.  | Polimir Nawapolazk | 28 | 22 | 2 | 4  | 175:067 | 46   |
| 3.  | Belstal Schlobin   | 28 | 15 | 4 | 9  | 113:084 | 34   |
| 4.  | Juniors Riga       | 28 | 13 | 3 | 12 | 122:074 | 29   |
| 5.  | HK Sokil Kiew      | 28 | 12 | 3 | 13 | 94:086  | 27   |
| 6.  | HK Kryschynka Kiew | 28 | 7  | 4 | 17 | 99:136  | 18   |
| 7.  | SC Energija        | 28 | 6  | 3 | 19 | 77:151  | 15   |
| 8.  | HK Junost Minsk    | 28 | 0  | 2 | 26 | 44:223  | 2    |

### Meisterrunde
| Pl. | Team               | Sp | S | U | N | Tore  | Pkt. |
| --- | ------------------ | -- | - | - | - | ----- | ---- |
| 1.  | HK Njoman Hrodna   | 12 | 8 | 1 | 3 | 36:23 | 17   |
| 2.  | Juniors Riga       | 12 | 6 | 4 | 2 | 43:34 | 16   |
| 3.  | Polimir Nawapolazk | 12 | 3 | 3 | 6 | 33:39 | 9    |
| 4.  | Belstal Schlobin   | 12 | 2 | 2 | 8 | 29:45 | 6    |

### Trostrunde
| Pl. | Team               | Sp | S  | U | N  | Tore  | Pkt. |
| --- | ------------------ | -- | -- | - | -- | ----- | ---- |
| 1.  | HK Sokil Kiew      | 12 | 10 | 0 | 2  | 57:28 | 20   |
| 2.  | SC Energija        | 12 | 7  | 0 | 5  | 45:39 | 14   |
| 3.  | HK Kryschynka Kiew | 12 | 6  | 1 | 5  | 46:53 | 13   |
| 4.  | HK Junost Minsk    | 12 | 0  | 1 | 11 | 30:58 | 1    |

## Quelle
- East European Hockey League 1995/96 bei hockeyarchives.info (französisch)